# Heilig-Hartwijk
De Heilig-Hartwijk is een wijk van Hasselt die zich bevindt ten noordwesten van het centrum van deze stad, maar binnen de ringweg.

## Geschiedenis
Vanouds waren er enkele pest- en leprozenhuizen, terwijl door het gebied ook de Oude Kuringerbaan voerde.
Toen in 1865 het (tweede) Station Hasselt werd gebouwd, kwam de Bampslaan tot stand die het station met de stad verbond. Later werd ook de nieuwe Kuringersteenweg aangelegd. In het oosten werd in 1858 de Kanaalkom (ook: Kolenhaven) gegraven, waarlangs zich industrie ontwikkelde, zoals de gelatinefabriek (1893), het slachthuis en de gasfabriek.
Na de Eerste Wereldoorlog werden in dit gebied ook woningen gebouwd, en kwam de Tuinwijk tot stand.
In 1944 werd het station en haar omgeving zwaar gebombardeerd. Na de Tweede Wereldoorlog begon men ook met de bouw van woningen in de omgeving van het station.
De Heilig Hartkerk werd gebouwd in 1959 en is gelegen aan het Heilig-Hartplein.
Deelgemeenten: Guigoven · Hasselt · Kermt · Kortessem · Kuringen · Sint-Lambrechts-Herk · Spalbeek · Stevoort · Stokrooie · Wimmertingen · Vliermaal · Vliermaalroot · Wintershoven

Stadsdelen: Banneuxwijk · Heilig-Hartwijk · Kapermolen · Runkst · Sint-Catharinawijk · Sint-Martinuswijk

Overige plaatsen: Godsheide · Heide  · Kanaalkom · Kiewit · Overdemer · Rapertingen · Schimpen  · Tuilt

Belgische gemeenten · Arrondissement Hasselt · Limburg · Vlaanderen